# Méliphage à lunule
Melithreptus lunatus
Espèce
Statut de conservation UICN

 LC  : Préoccupation mineure
Le Méliphage à lunule (Melithreptus lunatus) est une espèce de passereaux de la famille des Meliphagidae originaire du sud de l'Australie.

## Taxonomie
Il a été décrit comme Certhia lunata par l'ornithologue français Louis Jean Pierre Vieillot en 1802. Son nom spécifique lunatus est dérivé du mot latin luna qui signifie « lune » ce qui fait référence à la marque blanche en forme de croissant présente sur sa nuque. C'est un membre du genre Melithreptus avec plusieurs autres espèces de taille similaire et (à l'exception du Méliphage à tête brune) à tête noire, dans la famille des Meliphagidae. Son parent le plus proche en dehors du genre est le beaucoup plus grand mais aux marques similaires Méliphage à oreillons bleus. Récemment, les analyses d'ADN ont montré que les méliphages étaient apparentés aux Pardalotidae (pardalotes), Acanthizidae (fauvettes australienne, etc .) et aux Maluridae (mérions) regroupés dans une grande superfamille: Meliphagoidea.

## Description
Un Méliphage mesure en moyenne 13 à 15 cm de longueur, le dessus est vert-olive verte et le dessous blanc, la tête la nuque et la gorge sont noires. Il a une tache rouge sur l'œil et une tache blanche en forme de croissant sur la nuque, plus mince que chez les autres espèces. Les juvéniles ont une couronne brunâtre et la base du bec orange. Son appel est un mjerp mjerp.

## Écologie
On le trouve dans les forêts. Son régime alimentaire est principalement fait du nectar de différentes fleurs complété par des insectes et d'autres invertébrés divers.

## Répartition
Il est endémique en Australie.

## Sous-espèces
D'après Alan P. Peterson, cette espèce est monotypique. L'ancienne sous-espèce Melithreptus lunatus chloropsis Gould 1848 est désormais considérée comme une espèce à part entière.

## Galerie

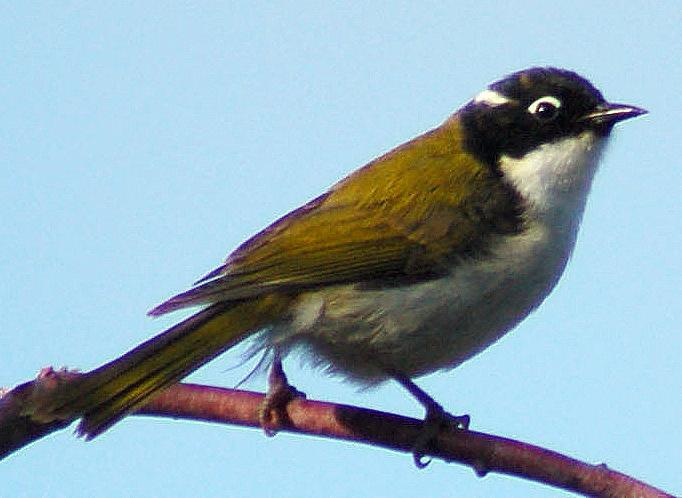
Melithreptus lunatus chloropsis
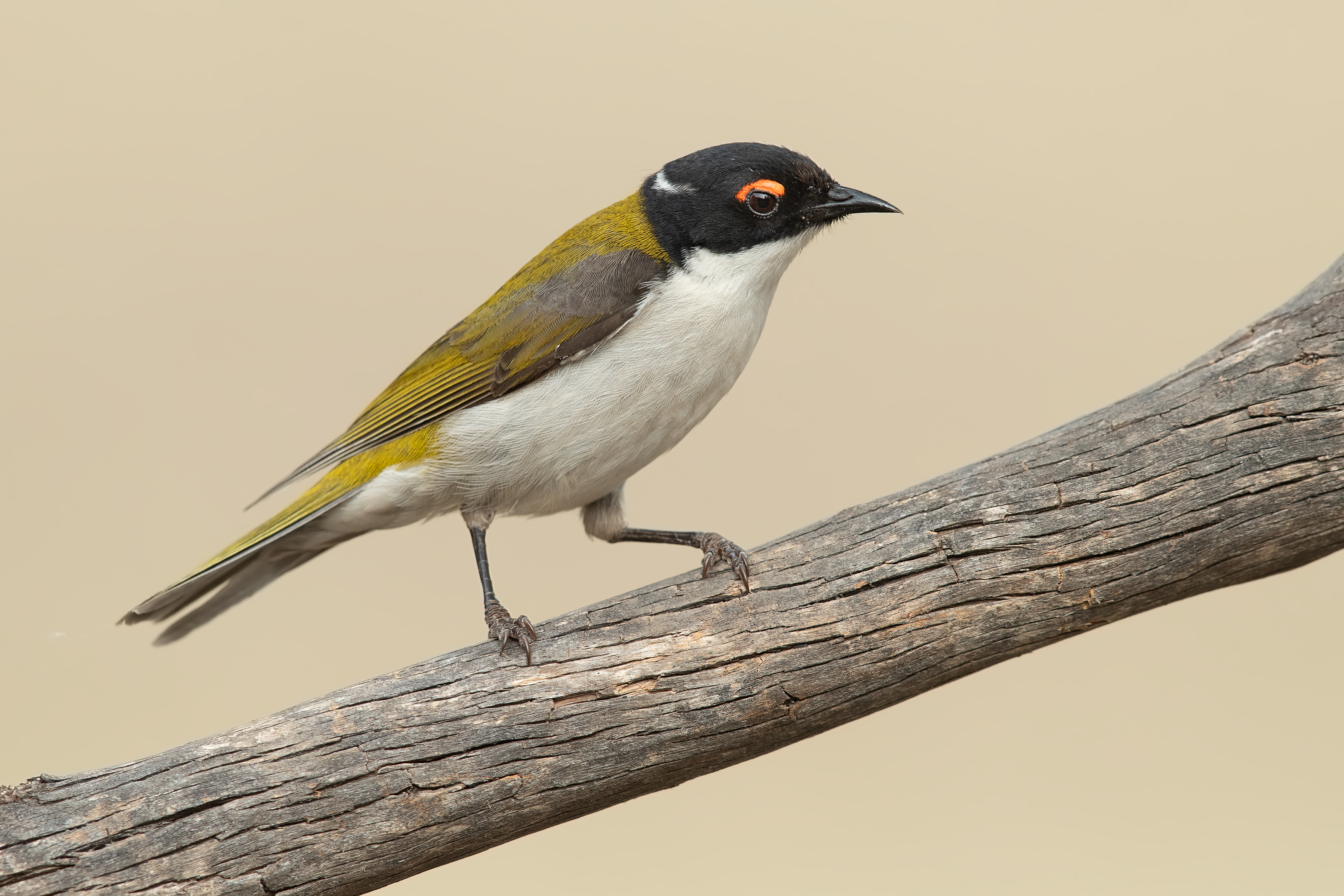
Méliphage à lunule vers Lithgow, en Nouvelle-Galles du Sud, Australie. Novembre 2019.